# Sergio Rillón
Sergio Andrés Rillón Romani (Viña del Mar,Chile; 27 de diciembre de 1929 - Santiago de Chile, Chile; 12 de mayo de 2025) fue un abogado, fiscal naval y exmarino con rango de capitán de navío chileno. Se desempeñó como subsecretario General de Gobierno durante el gobierno militar del general Augusto Pinochet, entre 1973 y 1976. Integró también la Comisión Legislativa del Consejo de Estado de 1976.
Fue hermano del actor Andrés Rillón (1929 - 2017).